# Абадан
Абада́н (перс. آبادان‎) — город-порт на юго-западе Ирана, в остане Хузестан. Расположен на границе с Ираком, на одноимённом острове в дельте реки Шатт-эль-Араб, в 50 км от Персидского залива. По данным переписи 2016 года население составляет 231 476 жителей.

## История
По преданию, город основан в VIII—IX веках исламским святым Аббадом. Во времена правления Аббасидов получил развитие как портовый город, солевой источник и место производства циновок. Ибн Батутта описывает Абадан как маленький городок в солевой долине. Часто был предметом споров между близлежащими государствами. С 1847 года — в составе Персии. В 1935 был переименован в Абадан.
В начале XX века в районе города были обнаружены богатые месторождения нефти. В 1909—1913 гг. Англо-персидская нефтяная компания построила здесь нефтеперерабатывающий завод, который к 1938 году стал крупнейшим предприятием данного профиля в мире. Завод был изображён на обратной стороне иранских банкнот номиналом 100 риалов, выпускавшихся в 1965 и 1971—1973 гг.
Город сильно пострадал в ходе ирано-иракской войны и был почти оставлен мирными жителями. Порт и нефтеперерабатывающий завод возобновили свою деятельность в 1993 году.

## Климат
| Показатель                    | Янв. | Фев. | Март | Апр. | Май | Июнь | Июль | Авг. | Сен. | Окт. | Нояб. | Дек. | Год |
| ----------------------------- | ---- | ---- | ---- | ---- | --- | ---- | ---- | ---- | ---- | ---- | ----- | ---- | --- |
| Абсолютный максимум, °C       | 25   | 28   | 34   | 43   | 47  | 53   | 55   | 54   | 58   | 43   | 36    | 29   | 58  |
| Средний суточный максимум, °C | 17   | 20   | 28   | 33   | 40  | 42   | 47   | 47   | 43   | 36   | 27    | 20   | 40  |
| Средняя температура, °C       | 12   | 13   | 20   | 26   | 35  | 38   | 40   | 40   | 36   | 29   | 22    | 15   | 29  |
| Средний суточный минимум, °C  | 7    | 9    | 13   | 18   | 23  | 26   | 28   | 27   | 23   | 18   | 14    | 9    | 17  |
| Абсолютный минимум, °C        | −3   | −3   | 2    | 7    | 16  | 19   | 23   | 22   | 16   | 12   | 1     | −4   | −4  |
| Норма осадков, мм             | 38   | 43   | 15   | 20   | 3   | 0    | 0    | 0    | 0    | 3    | 25    | 46   | 193 |
| Источник: BBC Weather         |      |      |      |      |     |      |      |      |      |      |       |      |     |

## Экономика

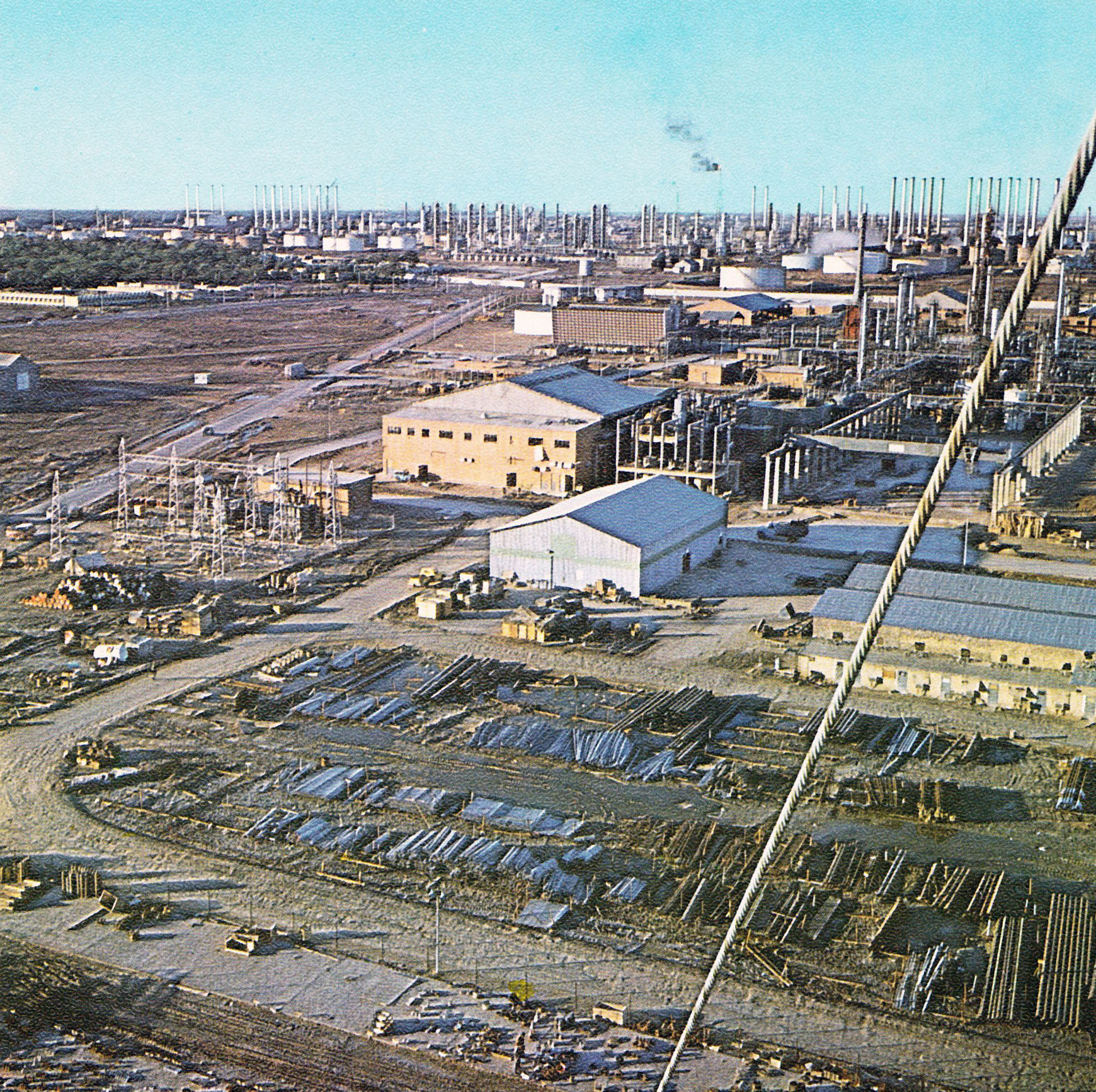
Нефтеперегонные заводы Абадана (1970 год)

Крупный нефтеперерабатывающий завод (годовая мощность около 30 000 000 тонн). С промыслами связан нефтепроводами. Вывоз сырой нефти и нефтепродуктов. Начальный пункт трубопроводов в Тегеран и Исфахан. Производство аммиака, серы, этилена.

## Транспорт
В городе Абадан функционирует международный аэропорт и порт, доступный для океанских судов.

## Культура

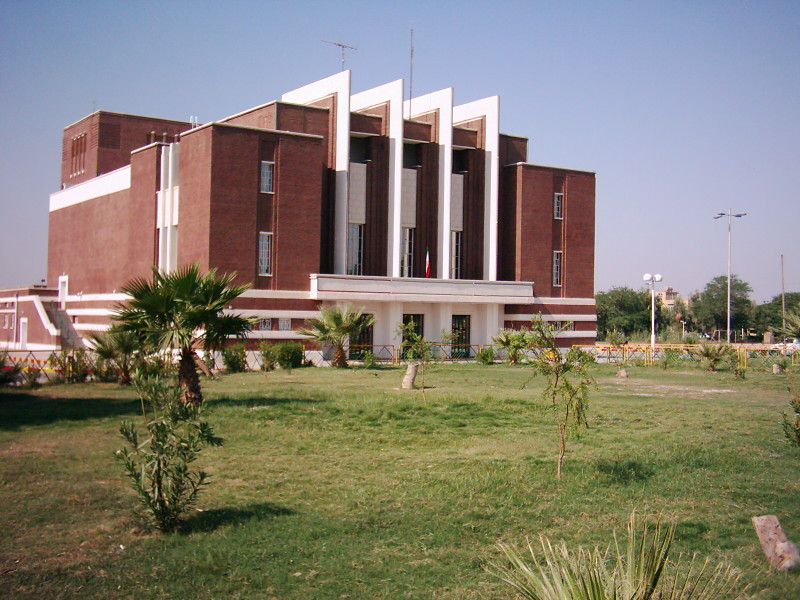
Нафт Синема

В городе расположен Абаданский технологический институт, основанный в 1939 году. В скором времени планируется открытие Музея нефти.

## Спорт
В городе базируется футбольный клуб «Санат Нафт».

## Известные уроженцы
- Патрик Бабумян[нем.] — «сильнейший человек Германии» (2011)[9].